# Station Holzminden
Station Holzminden (Bahnhof Holzminden) is een spoorwegstation in de Duitse plaats Holzminden, in de deelstaat Nedersaksen. Het station ligt aan de spoorlijn Helmstedt - Holzminden. Het station werd geopend op 10 oktober 1865. 
Het station had tot 1978 ook een onderhoudscentrum van de Deutsche Bundesbahn (Bahnbetriebswerk Holzminden). Het had twee locomotiefloodsen. Een van die loodsen wordt nu gebruikt door de Regionalbus Braunschweig voor het opstellen van bussen. 
Het station, dat nog over een grote, maar grotendeels stilgelegde emplacement beschikt, is nu bij wijze van spreken een grensstation tussen twee concessiegebieden, waar de treinen van de diverse concessies eindigde. Tegenwoordig rijdt er een trein van één concessie door naar Kreiensen. In december 2007 kreeg het station nieuwe lichtseinen, zogenaamde Ks-seinen, die de oude armseinen vervingen. Ook werden de lokale seinhuizen gesloten en wordt het treinverkeer aangestuurd vanuit de treindienstleiderspost in Göttingen. 
Van 1876 tot 2006 was er ook een verbinding naar Scherfede, welke voor het reizigersverkeer tot 1984 gebruikt werd en vanaf 2006 niet meer berijdbaar is. 
Tussen 1904 en 2008 had de stad ook nog een havenspoorlijn naar de Weserkai. Deze lijn werd gebruik voor de overslag van goederen naar de suikerfabriek en later voor de bediening van graansilo's. De laatste ritten worden in september 2003 plaats. In de tegenrichting liep de havenspoorlijn langs de straat Lüchtringer Weg tot enkele meters voor de grens met Noordrijn-Westfalen. Daarnaartoe werden drukgasketelwagens gereden richting een gasopslag door de eigenaar van de Ilmebahn. Het fabrieksspoor van de onderneming Symrise en de daarachter gelegen Bundesmonopolverwaltung für Branntwein werd in de zomer van 2008 opgebroken. 
Het oorspronkelijk in 1927 geplande Wesertalbahn onder leiding van Elektrizitätswerk Wesertal en naar voorbeeld van de gebouwde Extertalbahn, was er een spoorlijn voorzien van Holzminden via Bevern, Polle, Rühle naar Bodenwerder en verder verloop naar Hamelen. Het plan kwam nooit verder dan de planningsfase. 

## Indeling
Het station heeft één zijperron en één eilandperron met twee perronsporen (drie in totaal), die deel zijn overkapt. Het eilandperron is te bereiken via een voetgangerstunnel vanaf het stationsgebouw. In dit stationsgebouw zijn er een aantal winkels. Aan de voorzijde van het gebouw is er busstation met bussen naar de hele regio. Holzminden had oorspronkelijk twee stationsgebouwen van twee maatschappijen, namelijk van de Königlich-Westfälische Eisenbahn-Gesellschaft en de Herzoglich Braunschweigische Staatseisenbahn. Het stationsgebouw dat nu gebruikt wordt was van de Königlich-Westfälische Eisenbahn-Gesellschaft, iets net noordelijk van dit gebouw staat het stationsgebouw van Herzoglich Braunschweigische Staatseisenbahn. Dit gebouw wordt niet meer als stationsgebouw gebruikt.

## Verbindingen
De volgende treinserie doet het station Holzminden aan:
| Serie | Treinsoort                  | Route                                                          | Bijzonderheden                                                                 |
| ----- | --------------------------- | -------------------------------------------------------------- | ------------------------------------------------------------------------------ |
| RB 84 | Regionalbahn (NordWestBahn) | Paderborn Hbf – Bad Driburg (Westf) – Holzminden – (Kreiensen) | Egge-Bahn 1x per twee uur van/naar Kreiensen, gekoppeld in Ottbergen aan RB 85 |